# Magie in Harry Potter
In de wereld van Harry Potter van schrijfster J.K. Rowling is magie een natuurlijke kracht. Een die gebruikt kan worden om de gewone natuurwetten te overschrijven.
In de serie komen vele fabeldieren voor, samen met bestaande dieren die enkele magische eigenschappen hebben gekregen zoals uilen die de post rondbrengen. Mensen met de mogelijkheid magie te gebruiken worden tovenaars of heksen genoemd. Niet-magische mensen heten in de serie Dreuzels of Snul (afhankelijk van hun afkomst).

## Magie bij mensen
Bij mensen is de mogelijkheid magie te gebruiken, of juist niet, aangeboren. Het is semi-overerfelijk wat inhoudt dat het heel normaal is dat kinderen van magische ouders ook kunnen toveren, maar het soms ook voorkomt dat kinderen van niet-magische ouders tovenaar zijn. Dit laatste komt in mindere mate voor.
Er bestaan uitzonderingen. Het komt ook voor dat kinderen van magische ouders zelf totaal niet over magische krachten beschikken. Deze mensen worden in de tovenaarswereld Snullen genoemd. Snullen worden voor grote problemen gesteld aangezien zijzelf en hun familie vaak totaal geen besef hebben van het leven zonder magie.
Tovenaars met Dreuzelouders worden soms met de (voor tovenaars beledigende) naam "modderbloedje" (Engels: Mudblood) aangeduid.

## Gebruik van magie
Zelfs als iemand geboren is met magische krachten vereist het nog een hoop training en oefening om hier goed mee te kunnen omgaan. Bij jonge tovenaars treedt magie vaak op als reflex bij sterke emoties zoals angst of woede. Dit gebeurt onbewust. Voorbeelden hiervan zijn hoe Harry in het eerste boek het glas van een slangenkooi liet verdwijnen of in een nacht zijn haar liet teruggroeien.
Bijna alle magie wordt uitgevoerd met hulpmiddelen. Het bekendste hulpmiddel is de toverstok. Er zijn genoeg redenen om aan te nemen dat de krachten van een tovenaar sterker en meer gefocust worden wanneer hij/zij een toverstaf gebruikt. Andere voorbeelden zijn waarzeggerij en het maken van toverdranken. Volleerde tovenaars met een zeker niveau beheersen vaak ook de vaardigheid om spreuken te gebruiken zonder hardop de bijbehorende toverspreuk uit te spreken, dit vereist zeer veel concentratie.
In het zevende boek vertelt toverstokkenmaker Olivander: "De beste resultaten worden verkregen als er een zo groot mogelijke affiniteit is tussen de tovenaar en zijn stok. (...) Een eerste aantrekkingskracht, en daarna een gezamenlijke zoektocht naar ervaring. De stok leert van de tovenaar en de tovenaar van de stok." Het is dan ook waarschijnlijk dat het gebruik van magie eenvoudiger, sneller en beter gaat als men meer ervaring met zijn of haar toverstok krijgt.

## Beperkingen van magie
Ongeacht hoe sterk een tovenaar is, hij of zij is altijd beperkt in wat hij of zij kan. Hoewel het mogelijk is om voorwerpen vanuit het niets op te roepen is het veel moeilijker iets te creëren dat aan een exacte specificatie voldoet dan iets universeels. Voedsel kan zelfs helemaal niet uit het niets worden opgeroepen, hoewel reeds bestaand voedsel wel vermeerderd kan worden.
Het is onmogelijk om doden weer tot leven te wekken. Wel bestaan er magische voorwerpen die iemands leven kunnen verlengen zoals de Steen der wijzen uit het eerste Harry Potterboek. Duistere tovenaars kunnen in een soort van schijnleven blijven door het maken van een Gruzielement. Verder kunnen tovenaars ervoor kiezen na hun dood op aarde te blijven als geesten. De Steen van Wederkeer, een van de drie Relieken van de Dood, kan doden terughalen uit het dodenrijk maar de personen worden nooit meer echt mensen, ze zijn volgens Perkamentus Echo's.
De magische mogelijkheden van een tovenaar of heks zijn sterk gebonden aan diens emoties. Hoewel spreuken van nature goed of slecht zijn hangt het ook sterk van de emoties en intenties van de tovenaar of het gewenste effect wordt bereikt. Bijvoorbeeld de Cruciatusvloek: alleen als de tovenaar die deze spreuk gebruikt echt iemand wil pijn doen werkt deze spreuk. Rechtschapen woede tegenover iemand werkt niet of slechts gedeeltelijk, zoals Harry ondervond in het vijfde boek.

## Speciale magiërs
Sommige tovenaars beschikken over zeer unieke talenten zoals het kunnen veranderen in een dier (Faunaten) of met slangen kunnen praten (Sisseltongen). Dit soort talenten zijn meestal ook aangeboren. Harry is niet geboren als Sisseltong, door de spreuk die Harry ook zijn litteken bezorgde, ging een deel van de talenten en krachten van Voldemort over op Harry. Hieronder dus ook Sisselspraak, en een soort band waardoor ze gelijkaardige toverstokken hebben en hevige emoties van elkaar kunnen voelen.